# Callobius koreanus
Callobius koreanus är en spindelart som först beskrevs av Paik 1966.  Callobius koreanus ingår i släktet Callobius och familjen mörkerspindlar. Inga underarter finns listade.